# Coulmiers
Coulmiers è un comune francese di 531 abitanti situato nel dipartimento del Loiret nella regione del Centro-Valle della Loira.

## Storia

### Simboli
Lo stemma del comune di Coulmiers è stato adottato il 26 gennaio 2001.
La colomba richiama direttamente il nome del comune la cui etimologia  significa "colombaia".
La fascia nebulosa prende spunto dallo stemma della nobile ed antica famiglia de Rochechouart (fasciato ondato innestato d'argento e di rosso) che resse il feudo di Coulmiers.
La corona di alloro celebra la vittoria ottenuta dall'esercito francese repubblicano guidato dal generale Louis d'Aurelle de Paladines contro le forze bavaresi nella battaglia di Coulmiers del 9 novembre 1870 durante la guerra franco-prussiana.

## Società

### Evoluzione demografica
Abitanti censiti